# Campeonato Uruguayo de Primera División 1920
El Campeonato Uruguayo 1920 constituyó el 20.º torneo de primera división del fútbol uruguayo organizado por la AUF. 
Para ese año se realizó una reforma reglamentaria en la A.U.F., a través de la cual la 1ª División pasó a estar compuesta por 12 clubes, dos más que en las temporadas anteriores. Se suprimió el descenso de Charley, que había sido el último posicionado en el campeonato de 1919 y ascendieron a primera, dos clubes de la División Intermedia.
Al final del torneo descendió el histórico River Plate Football Club, uno de los principales equipos de las dos primeras décadas del fútbol uruguayo y posteriormente nunca pudo retornar a Primera División. El equipo de La Dársena se terminó disolviendo a fines de la década del 20’.

## Equipos participantes

### Relevos temporada anterior
| Club           | Ascendido como                                       |
| -------------- | ---------------------------------------------------- |
| Liverpool      | Campeón de la Intermedia 2019                        |
| Uruguay Onward | Campeón de la Copa Competencia de la Intermedia 2019 |

### Datos de los equipos
| Club                 | Ciudad     | Estadio             | Capacidad | Fundación                | Temporadas | Temporadas Consecutivas | Títulos | 1919 |
| -------------------- | ---------- | ------------------- | --------- | ------------------------ | ---------- | ----------------------- | ------- | ---- |
| Belgrano             | Montevideo |                     |           |                          | 1          | 1                       | -       | 8°   |
| Central              | Montevideo |                     |           | 5 de enero de 1905       | 11         | 11                      | -       | 5°   |
| Charley              | Montevideo |                     |           |                          | 3          | 3                       | -       | 10°  |
| Dublin               | Montevideo |                     |           |                          | 9          | 4                       | -       | 6°   |
| Liverpool            | Montevideo |                     |           | 15 de febrero de 1915    | -          | -                       | -       | -    |
| Nacional             | Montevideo | Gran Parque Central | 15.000    | 14 de mayo de 1899       | 18         | 18                      | 7       | 1°   |
| Peñarol              | Montevideo | Las Acacias         | 7.000     | 28 de septiembre de 1891 | 19         | 19                      | 6       | 3°   |
| Reformers            | Montevideo |                     |           |                          | 7          | 7                       | -       | 9°   |
| River Plate          | Montevideo | Camino Millán       |           | 1897                     | 13         | 13                      | 4       | 7°   |
| Universal            | Montevideo | Field de Universal  |           |                          | 8          | 8                       | -       | 2°   |
| Uruguay Onward       | Montevideo | Parque Lugano       |           |                          | -          | -                       | -       | -    |
| Montevideo Wanderers | Montevideo | Belvedere           | 7.780     | 15 de agosto de 1902     | 16         | 16                      | 2       | 4°   |

Notas: Los datos estadísticos corresponden a los campeonatos uruguayos oficiales. Las fechas de fundación son las declaradas por cada club. La columna «Estadio» refleja el estadio donde el equipo más veces juega de local, pero no indica que sea su propietario. Véase también: Estadios de fútbol de Uruguay.

## Tabla de posiciones
|  | Pos. | Equipos              |  | PJ | PG | PE | PP | GF | GC | Dif. | Pts. |
|  | ---- | -------------------- |  | -- | -- | -- | -- | -- | -- | ---- | ---- |
|  | 1    | Nacional             |  | 22 | 19 | 2  | 1  | 85 | 12 | +73  | 40   |
|  | 2    | Peñarol              |  | 22 | 17 | 4  | 1  | 47 | 6  | +41  | 38   |
|  | 3    | Central              |  | 22 | 13 | 3  | 6  | 30 | 21 | +9   | 29   |
|  | 4    | Universal            |  | 22 | 12 | 4  | 6  | 44 | 22 | +22  | 28   |
|  | 5    | Montevideo Wanderers |  | 22 | 10 | 3  | 9  | 31 | 23 | +8   | 23   |
|  | 6    | Reformers            |  | 22 | 5  | 9  | 8  | 16 | 30 | -14  | 19   |
|  | 7    | Uruguay Onward       |  | 22 | 8  | 3  | 11 | 32 | 49 | -17  | 19   |
|  | 8    | Liverpool            |  | 22 | 4  | 10 | 8  | 22 | 26 | -4   | 18   |
|  | 9    | Belgrano             |  | 22 | 5  | 6  | 11 | 15 | 35 | -20  | 16   |
|  | 10   | Dublin               |  | 22 | 4  | 5  | 13 | 12 | 42 | -30  | 13   |
|  | 11   | Charley              |  | 22 | 4  | 4  | 14 | 13 | 56 | -43  | 12   |
|  | 12   | River Plate F. C.    |  | 22 | 3  | 3  | 16 | 19 | 42 | -23  | 9    |

|  | Campeón uruguayo. |
|  | Desciende.        |

|                                            |
| Uruguay                                    |
| Campeón Uruguayo 1920 Nacional 8.vo título |

### Equipos clasificados

#### Copa Aldao 1920
|   | Equipo   | Clasificación como                   |
| - | -------- | ------------------------------------ |
| 1 | Nacional | Campeón del Campeonato Uruguayo 1920 |